# ダマソ・エスピーノ
ダマソ・マティアス・エスピーノ（Dámaso Matias Espino 1983年5月8日）はパナマ共和国ロス・サントス県出身のプロ野球選手(捕手)。右投両打。
WBCでバッテリーを組んだパオロ・エスピーノは、従弟である。

## 経歴

### プロ入りとレッズ傘下時代
1999年に、内野手としてシンシナティ・レッズと契約を結んだ。
2000年は、傘下ルーキーリーグのガルフ・コーストリーグ・レッズでプレーした。
2001年も、傘下ルーキーリーグのガルフ・コーストリーグ・レッズでプレーした。
2002年も、傘下ルーキーリーグのガルフ・コーストリーグ・レッズでプレーし、ガルフ・コーストリーグのオールスターゲームに三塁手として選出された。

### ロイヤルズ傘下時代
2003年3月6日に、カンザスシティ・ロイヤルズへトレードされた。傘下Aのバーリントン・ビーズへ異動され、この年はここでプレーした。
2004年は、傘下アドバンスAのウィルミントン・ブルーロックスでプレーした。
2005年は、傘下Aのバーリントン・ビーズでプレーし、ここで捕手へコンバートした。
2006年開幕前の3月に第1回WBCのパナマ代表に選出された。
シーズンでは、傘下AAのウィチタ・ラングラーズでプレーした。
2007年も、傘下AAのウィチタ・ラングラーズでプレーした。
2008年は、傘下AAAのオマハ・ストームチェイサーズで開幕を迎えた。

### インディアンス傘下時代
2008年6月12日に、クリーブランド・インディアンスへトレードされた。
2009年開幕前の3月に、第2回WBCのパナマ代表に選出され、2大会連続2度目の選出を果たした。

### ドジャース傘下時代
2011年は、ロサンゼルス・ドジャースと契約を結び、メジャーのスプリングトレーニングに出場した。この年は、傘下AAAのアルバカーキ・アイソトープスでプレーした。

### ホワイトソックス傘下時代
2012年は、シカゴ・ホワイトソックスとマイナー契約を結んだ、傘下AAのバーミングハム・バロンズで66試合に出場し、傘下AAAのシャーロット・ナイツで3試合に出場した。また11月には、母国パナマで行われた第3回WBC予選のパナマ代表に選出され、3大会連続3度目の選出を果たした。
2013年は、傘下AAAのシャーロット・ナイツで開幕を迎え1試合に出場した後、解雇された。

### ドジャース復帰
2013年7月13日に、古巣のロサンゼルス・ドジャースと契約を結んだ。傘下AAAのアルバカーキ・アイソトープスでプレーした。

### 独立リーグ時代
2014年は、アトランティックリーグのサマセット・ペイトリオッツでプレーした。

## 選手としての特徴
- 入団当初は内野手だったが俊敏な動きを生かせる捕手に転向した。打者としてはスピードを生かした
- シュアなバッティングが持ち味。

## 詳細情報

### 代表歴
- 2006 ワールド・ベースボール・クラシック・パナマ代表
- 2009 ワールド・ベースボール・クラシック・パナマ代表
- 2013 ワールド・ベースボール・クラシック・パナマ代表